# Rosen blühen auf dem Heidegrab (1952)
Rosen blühen auf dem Heidegrab ist ein deutscher Spielfilm von Hans Heinz König aus dem Jahr 1952. Er wurde in Schwarzweiß gedreht. Am 25. Dezember 1952 fand die Uraufführung statt (Massenstart).

## Handlung
Die junge Dorothee Aden (Ruth Niehaus) wird immer wieder von dem jähzornigen Heidebauern Dietrich Eschmann (Hermann Schomberg) umworben und bedrängt. Doch sie weist ihn ab. Als sie sich dann auch noch in ihren alten Jugendfreund Ludwig Amelung (Armin Dahlen) verliebt, der aus der Stadt in sein Heimatdorf zurückgekehrt ist, wird Eschmann rasend vor Eifersucht. Er lauert der ahnungslosen Dorothee nach dem Kirchgang auf und vergewaltigt sie in der Nähe eines von Rosen umrankten Heidegrabes.
Genau an dieser Stelle soll sich während des Dreißigjährigen Krieges ein ähnlicher Vorfall ereignet haben: Ein schwedischer Offizier verging sich dort an dem Mädchen Wilhelmina, einer Ahnin Dorothees. Anschließend führte sie ihn ins Moor, wo beide den Tod fanden. Das aus Findlingen bestehende Grabmal erinnert an das Schicksal Wilhelminas.
Von der Vergewaltigung völlig traumatisiert, erinnert sich Dorothee an die Sage und lockt Eschmann ebenfalls ins Moor. Beide versinken immer tiefer im Morast. In einer dramatischen Rettungsaktion können sowohl Eschmann als auch Dorothee in letzter Sekunde geborgen werden. Ludwig kann seine Geliebte wieder in die Arme schließen, doch es bleibt fraglich, ob sie die schrecklichen Ereignisse jemals wird vergessen können.

## Hintergrund
Bereits 1929 war ein Stummfilm mit dem Titel Rosen blühen auf dem Heidegrab unter der Regie von Curt Blachnitzky entstanden. Obwohl Johannes von Moltke behauptet, bei der König-Produktion handele es sich um ein Remake dieses Stummfilms, haben beide Filme inhaltlich ganz offensichtlich nichts miteinander zu tun.
Obwohl der Film offenbar in der Lüneburger Heide spielen soll – es ist vom nahen Lüneburg die Rede –, entstanden die Außenaufnahmen in der Umgebung von Bremen (Worpswede, im Teufelsmoor) und bei Diepholz (Wietingsmoor). Als Behelfsatelier diente ein Wirtshaussaal in Worpswede. Die Musik wurde von Werner Bochmann unter der Verwendung von Melodien aus dem Löns-Liederbuch Der kleine Rosengarten komponiert. Es tanzt das Eplinius-Ballett, Hannover, es singt die Singgemeinschaft Rudolf Lamy und es spielt das Orchester Kurt Graunke. Für die Bauten war Max Mellin zuständig, die Produktionsleitung lag in den Händen von Edgar Röll.
Der Schauspieler Konrad Mayerhoff wird im Vorspann als „Konrad Meyerhoff“ angekündigt. Die Uraufführung erfolgte am 25. Dezember 1952 in Dortmund und Oberhausen. Der Film wurde in Österreich ab März 1953 unter dem Titel Dorothee gezeigt. In den Vereinigten Staaten lief Rosen blühen auf dem Heidegrab erst am 20. November 1957 in New York unter dem Titel Rape on the Moor an.
Produzent Richard König hatte Rosen blühen auf dem Heidegrab bei der Filmbewertungsstelle in Wiesbaden eingereicht, in der Hoffnung, ihn als deutschen Beitrag auf den Internationalen Filmfestspielen in Cannes präsentieren zu können. Der paritätische Auswahlausschuss lehnte den Film inhaltlich jedoch als „ausgesprochen peinlich“ ab. Die Prüfer hätten bei seiner Vorführung angeblich geschlafen und beim Aufwachen geweint.
Rosen blühen auf dem Heidegrab gehört zweifelsohne zu den interessantesten Arbeiten im Werk von Hans H. König. Dennoch war der Film lange Zeit vergessen und fand auch in den zahlreichen Publikationen zum deutschen Film kaum Erwähnung. Im Fernsehen wurde er bisher nur äußerst selten ausgestrahlt. Inzwischen gehört er aber zum festen Repertoire des Heimatkanals, wo er regelmäßig gezeigt wird. Er erinnert in mancherlei Hinsicht an den ebenfalls in der nordwestdeutschen Heide- und Moorlandschaft angesiedelten Film Fährmann Maria von Frank Wysbar und an Niklaus Schillings Nachtschatten.

## Veröffentlichungen auf Videokassette und DVD
Der Film erschien bei MOV als VHS in einer stark gekürzten Fassung.  Der Schere fiel u. a. ein üppiges Dekolletee zum Opfer, das während der Rückblende zu sehen ist, die während des Dreißigjährigen Krieges spielt. Die übrigen Kürzungen bezogen sich auf die Handlung. 1995 wurde der Film von der Goldlight Filmproduktion erneut als VHS-Kassette veröffentlicht. Eine DVD-Ausgabe wurde schließlich für den April 2009 von der Firma e-m-s new media angekündigt. Da das Unternehmen jedoch am 5. März desselben Jahres Insolvenz anmelden musste, kam die Veröffentlichung nicht mehr zustande. Seit 2021 ist die vermutlich ungekürzte Version  als DVD in der Reihe Filmjuwelen erhältlich, die den Original-Kinotrailer und ein Booklet mit umfangreichen Informationen enthält.

## Stimmen und Kritiken zum Film
- Das Lexikon des Internationalen Films zeigte sich von dem Film zunächst wenig angetan: „Gute Kameraarbeit in einem schwülstigen Heimatdrama mit verschwommener Naturmystik und dumpfer Erotik.“[8] In der Neuauflage von 2002 kam es jedoch zu einer Neubewertung des Werkes: „Dank seiner keinesfalls idyllischen, sondern düster-fatalistischen Grundstimmung“ wurde das „effektvoll fotografierte Drama“ inzwischen als „ein interessanter Außenseiter im bundesdeutschen Heimatfilm der 50er Jahre“ erkannt.[9]

- Werner Jungblodt schrieb im Film-Dienst vom 1. Februar 1952: „Der Titel klingt kitschig, der Film ist es nicht. Die unverbrauchte Frische der Darsteller (auch in den kleinsten Rollen, ja gerade dort) und eine stimmungsvolle Bildpoesie schaffen eine atmosphärische Dichte, die keine Spur von „Heimatmache“ verrät. Das anerkennenswerte Bemühen und filmische Qualität gilt allerdings einer Handlung, die sich sowohl vom Drehbuch, wie auch vom Stilgefühl der Regie her als fragwürdig erweist.“[10]